# Rokosz

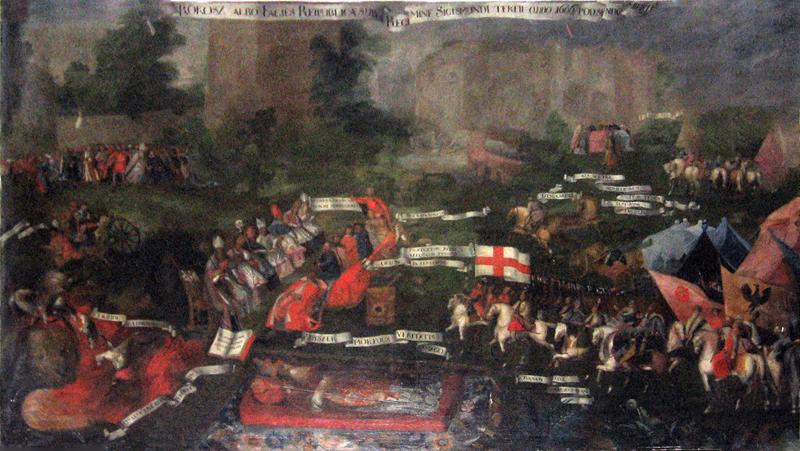
Rokosz sandomierski (1606 — 1607). Tablou necunoscut din secolul al XVII-lea

Rokosz a fost o răscoală oficială împotriva regelui, la care șleahta avea dreptul în numele protejării drepturilor și libertăților lor, fiind o formă de confederație pe timpul Uniunii statalo polono-lituaniane (secolele XVI-XVIII). Inițial, aceasta a fost o convenție a șleahtei poloneze împotriva seimului.
Cuvântul provine din ungurescul "Rákos /rákos-mezei parlament", care înseamnă „mulțime”. 
La origine, acesta era numele dat mulțimii de nobili, de exemplu, la alegerile regale, iar denumirea provenea de la câmpia Rákos de lângă Buda, unde nobilii unguri se întruneau într-o manieră asemănătoare pentru a-și confirma privilegiile. Fiindcă mai mulți regi s-au opus acestei practici (cu excepția perioadei alegerilor regale), ea a ajuns să fie asociată cu mișcările de rezistență împotriva regelui. 
În timpul domniei lui Sigismund al III-lea, pentru regaliști rokosz însemna trădare, pentru oponenților lor era chintesența Libertății de Aur.
Printre cele mai celebre rokosz-uri istorice se enumeră: Kokosza wojna, Rokosz Zebrzydowski, Rokosz Lubomirski și Rokosz łowicki.